# رون كيرك
رونالد كيرك (بالإنجليزية: Ron Kirk) (ولد في 27 يونيو 1954) هو محام وسياسي أمريكي وعضو في الحزب الديمقراطي.
ولد كيرك في أوستن، تكساس، وهو خريج مدرسة جون ريغان الثانوية، وكلية أوستن، وكلية الحقوق بجامعة تكساس. شغل كيرك منصب وزير خارجية ولاية تكساس من عام 1994 إلى عام 1995 حتى تم انتخابه عمدة مدينة دالاس، حيث خدم من 1995 إلى 2002 وكان أول أمريكي من أصل أفريقي يشغل كلا المنصبين. ترشح إلى مجلس الشيوخ الأمريكي في عام 2002، لكنه هزم من قبل الخصم الجمهوري جون كورنين. بعد هزيمته، عمل كيرك كشريك في مكتب محاماة فينسون & إلكينز ومقرها هيوستن وعمل كسياسي ضغط لصالح شركات «طاقة المستقبل القابضة» و «ميريل لينش».
تم ترشيح كيرك من قبل الرئيس باراك أوباما ليعمل كممثل للتجارة في الولايات المتحدة وفي 18 مارس 2009، وتم تصديق تعيينه من قبل مجلس الشيوخ الأمريكي في تصويت بنتيجة 92-5. في 22 يناير 2013، أعلن كيرك عن تنحيه عن منصبه.